# Chirocera
Chirocera is een geslacht van vliesvleugeligen uit de familie bronswespen (Chalcididae). De wetenschappelijke naam van dit geslacht is voor het eerst geldig gepubliceerd in 1825 door Latreille.

## Soorten
Het geslacht Chirocera omvat de volgende soorten:
- Chirocera glauca Yang, 1997
- Chirocera pectinicornis (Latreille, 1809)